# Северная Трипура
Северная Трипура (англ. North Tripura) — округ в индийском штате Трипура. Образован 1 сентября 1970 года. 14 апреля 1995 года из части территории Северной Трипуры был сформирован округ Дхалай. Административный центр — город Кайлашахар. Площадь округа — 2821 км². По данным всеиндийской переписи 2001 года население округа составляло 590 655 человек. Уровень грамотности взрослого населения составлял 73 %, что выше среднеиндийского уровня (59,5 %). Доля городского населения составляла 10,6 %.